# Dyskografia Hanny Rek
Solowa dyskografia Hanny Rek, polskiej piosenkarki obejmuje trzy minialbumy, pięć albumów kompilacyjnych, oraz dwa single.
Hanna Rek w latach 50. i 60. nie wydała żadnego solowego długogrającego albumu studyjnego, jej utwory ukazywały się na minialbumach, singlach, 10 calowych składankach, oraz płytach szelakowych.

## Wydawnictwa solowe
- Minialbumy:

| Rok  | Dane dot. albumu                                                  | Numer katalogowy            |
| ---- | ----------------------------------------------------------------- | --------------------------- |
| 1960 | Hanna Rek (1960) - Wydawca: Polskie Nagrania, Pronit - Format: EP | Muza N 0131 / Pronit N 0131 |
| 1962 | Hanna Rek (1962) - Wydawca: Pronit - Format: EP                   | Pronit N 0192               |
| 1963 | Hanna Rek (1963) - Wydawca: Pronit - Format: EP                   | Pronit N 0281               |

- Kompilacje:

| Rok  | Dane dot. albumu                                                          | Numer katalogowy |
| ---- | ------------------------------------------------------------------------- | ---------------- |
| 1990 | Mam szczęście do wszystkiego - Wydawca: Polskie Nagrania - Format: LP, MC | Muza SX 2872     |
| 2003 | Szczęście - Wydawca: Polskie Nagrania - Format: CD                        | Muza PNCD 646    |
| 2012 | Tipitipitipso - Wydawca: Teddy Records - Format: CD                       | TR CD 1048       |
| 2017 | Podwójny jubileusz (1) - Wydawca: Teddy Records - Format: LP              | TR LP 102        |
| 2017 | Podwójny jubileusz (2) - Wydawca: Teddy Records - Format: CD              | TR CD 1108       |

- Single:

| Rok  | Dane dot. albumu                                              | Numer katalogowy |
| ---- | ------------------------------------------------------------- | ---------------- |
| 1961 | Hanna Rek (singel) - Wydawca: Polskie Nagrania - Format: SP   | Muza SP 10       |
| 1961 | Hanna Rek 2 (singel) - Wydawca: Polskie Nagrania - Format: SP | Muza SP 26       |